# Mikael Lundberg
Mikael Lundberg (Helsingborg, 13 augustus 1973) is een Zweedse golfprofessional. 

## Amateur
Lundbergs vader Lars Lundberg bracht zijn zoon het enthousiasme voor golf bij. Hij komt in het Zweedse jeugdteam en heeft op 17-jarige leeftijd een scratch handicap.
Na zijn schooltijd gaat hij in 1993-1994 nog een jaar naar college in Alabama. Enkele weken later neemt hij deel aan de Eisenhower Trophy.

#### Teamdeelnames
- Eisenhower Trophy 1994

## Professional
Na de Eisenhower Trophy wordt hij in 1995 professional. Hij begint met de Alps Tour, waar hij het Sloveense Open wint. In 1995 debuteert ook op de Challenge Tour. In 1997 wint hij op deze tour de Himmerland Open en in 2000 eindigt hij op de vierde plaats van de Order of Merit en krijgt zo een spelerskaart voor de  Europese Tour.
In 2001 en 2002 behoudt hij zijn kaart, maar na 2003 moet hij terug naar de Challenge Tour. In 2005 wint hij het Russisch Open en mag in 2006 naar de Europese Tour. Weer lukt het niet om zijn kaart te behouden dus in 2007 speelt hij weer op de Challenge Tour waar hij de Toscana Open Italian Federation Cup wint. Daar eindigt hij in de Top–10 en zo komt hij in 2008 weer op de Europese Tour. In 2008 wint hij voor de tweede keer het Russisch Open, dat zowel voor de rangorde van de Challenge Tour als de Europese Tour telt, maar ditmaal geeft het hem een spelerskaart voor twee seizoenen. 
In 2010, 2011, 2012 en 2013 moest hij weer naar de Tourschool, maar dankzij winst op de Lyoness Open kreeg hij speelrecht tot het einde van 2015. In 2019 speelde Lundberg hoofdzakelijk op de PGA EuroPro Tour waar hij de beste was op het World Snooker Jessie May Championship en de Tour Championships. In 2021 was Lundberg de beste op het PGA Catalunya Resort Championship, een toernooi op de Nordic Golf League.

### Overwinningen
| Jaar | Toernooi                              | Tour                                   |
| ---- | ------------------------------------- | -------------------------------------- |
| 1994 | Sloveense Golf Open                   | Alps Tour                              |
| 1997 | Himmerland Open                       | Telia Tour en Challenge Tour           |
| 1997 | Husqvarna Open                        | Telia Tour                             |
| 2005 | Cadillac Russian Open                 | Europese PGA Tour en Challenge Tour    |
| 2007 | Toscana Open Italian Federation Cup   | Challenge Tour                         |
| 2008 | Inteco Russian Open Golf Championship | Europese PGA Tour                      |
| 2014 | Lyoness Open                          | Europese PGA Tour                      |
| 2017 | Lumine Lakes Open                     | Zweedse Golf Tour (Nordic Golf League) |
| 2019 | World Snooker Jessie May Championship | PGA EuroPro Tour                       |
| 2019 | Tour Championships                    | PGA EuroPro Tour                       |
| 2021 | PGA Catalunya Resort Championship     | Ecco Tour (Nordic Golf League)         |